# Bernard Landry
Bernard Landry (ur. 9 marca 1937 w Saint-Jacob w regionie Lanaudière, zm. 6 listopada 2018) – kanadyjski polityk, premier prowincji Quebec z ramienia Partii Quebecu.

## Życiorys
Studiował na Uniwersytecie Montrealskim na wydziale prawa, a następnie ekonomii. Studia kontynuował w Instytucie Studiów Społecznych w Paryżu.
Początkowo pracował jako wyższy urzędnik w ministerstwie zasobów naturalnych. W 1970 zaczął działać w Partii Quebecu. W 1974 został po raz pierwszy wybrany do zgromadzenia narodowego. W 1977 wszedł do rządów Rene Levesque'a jako minister spraw zagranicznych, a następnie rozwoju gospodarczego. W rządzie Pierre’a-Marca Johnsona pełnił funkcję ministra finansów oraz wiele innych eksponowanych stanowisk. Uchodził za jednego z najsprawniejszych biurokratów. W 2001 objął przewodnictwo partii i stanowisko premiera prowincji po wycofującym się z polityki Lucienie Bouchard. W swej polityce wysunął nową koncepcję dążenia do niezależności w Quebecu. Proponował daleko idące zmiany w funkcjonowaniu federacji, tak by zmniejszyć uprawnienia rządu federalnego i znacznie powiększyć znaczenie rządów prowincjonalnych, tworząc z Kanady strefę wolnego handlu podobną do Unii Europejskiej. Swoje idee wyłożył w książce Commerce sans frontières (Handel bez granic).
W 2005, dwa lata po tym jak jego partia przegrała wybory oddając władzę Liberalnej Partii Quebecu, zrezygnował z przewodniczenia jej, mimo ciągle wysokiej popularności w jej szeregach.